# Rancagoong
Rancagoong is een bestuurslaag in het regentschap Cianjur van de provincie West-Java, Indonesië. Rancagoong telt 7478 inwoners (volkstelling 2010).